# Exetastes tricolor
Exetastes tricolor là một loài tò vò trong họ Ichneumonidae.